# Matsbo
Matsbo, äldre stavning Mattsbo, är en hytta och herrgård i Smedjebackens kommun.
Hyttan togs i drift 1644 och nedblåstes 1907. En av de få kvarvarande, ålderdomliga mulltimmerhyttorna i Dalarna har bevarats där Matsboån rinner ut ur sjön Bersen och delvis restaurerats. Herrgården, tidigare i bl.a. släkten Tersmedens ägo, är uppförd omkring år 1800, vitrappad med brutet, halvvalmat tak och två flyglar.